# 福克斯菲尔德 (科罗拉多州)
福克斯菲尔德（英語：Foxfield），是美国科罗拉多州阿拉珀霍县下属的一座城市。建市于1994年12月15日，面积大约为1.278平方英里（3.309平方公里）。根据2010年美国人口普查，该市有人口685人。2011年估计该市有人口701人，相比2010年人口增长率为2.34%。同时，论人口该市是科罗拉多州第172大城市。

## 教育
櫻桃溪學區營運学校。